# Basket-ball aux Jeux du Commonwealth
Les compétitions de basket-ball ont intégré le programme des Jeux du Commonwealth seulement pour les Jeux du Commonwealth de 2006, les compétitions masculines et féminines étant remportées toutes deux par l'Australie, avant de disparaître puis de faire leur retour pour les Jeux du Commonwealth de 2018. Lors de cette édition, les compétitions sont de nouveau remportées par les sélections australiennes. 
Le basket-ball a cinq est remplacé comme sport des Jeux du Commonwealth par la variante à trois. Cette variante a fait ses débuts aux Jeux du Commonwealth de 2022, avec des compétitions pour les personnes valides et en fauteuil roulant.

## Histoire

### Championnats de basket-ball du Commonwealth
En 1978, la Grande-Bretagne a accueilli les Championnats de basket-ball du Commonwealth. Le même tournoi a eu lieu cinq ans plus tard en Nouvelle-Zélande.

### Jeux du Commonwealth
Le basket-ball a été inclus pour la première fois aux Jeux du Commonwealth lors des Jeux de 2006 à Melbourne. L'Australie a remporté des médailles d'or dans les compétitions masculine et féminine. Les équipes de Nouvelle-Zélande et d'Angleterre ont remporté respectivement les médailles d'argent et de bronze.
Le basket-ball n'était pas inclus dans les Jeux du Commonwealth de 2010 à Delhi, mais l'Inde devait accueillir un tournoi de championnat de basket-ball du Commonwealth avant les jeux. Il a ensuite été annulé par la FIBA.
Le basket-ball a fait son retour dans le cadre des Jeux du Commonwealth de 2018 à Gold Coast. Au total, 16 équipes (8 hommes et 8 femmes) ont concouru en 2018.
En août 2017, il a été annoncé que le basket-ball 3x3 ferait partie des Jeux du Commonwealth de 2022 à Birmingham.

## Palmarès

### Masculin
| Éd. | Année | Pays hôte  | Finale    | Finale | Finale           | Petite finale    | Petite finale | Petite finale |
| Éd. | Année | Pays hôte  | Champion  | Score  | Deuxième         | Troisième        | Score         | Quatrième     |
| --- | ----- | ---------- | --------- | ------ | ---------------- | ---------------- | ------------- | ------------- |
| 1re | 2006  | Melbourne  | Australie | 81-76  | Nouvelle-Zélande | Angleterre       | 80-57         | Nigeria       |
| 2e  | 2018  | Gold Coast | Australie | 87-47  | Canada           | Nouvelle-Zélande | 79-69         | Écosse        |

### Féminin
| Éd. | Année | Pays hôte  | Finale    | Finale | Finale           | Petite finale    | Petite finale | Petite finale |
| Éd. | Année | Pays hôte  | Champion  | Score  | Deuxième         | Troisième        | Score         | Quatrième     |
| --- | ----- | ---------- | --------- | ------ | ---------------- | ---------------- | ------------- | ------------- |
| 1re | 2006  | Melbourne  | Australie | 77-39  | Nouvelle-Zélande | Angleterre       | 78-75         | Nigeria       |
| 2e  | 2018  | Gold Coast | Australie | 99-55  | Angleterre       | Nouvelle-Zélande | 74-58         | Canada        |